# Joël Spolsky

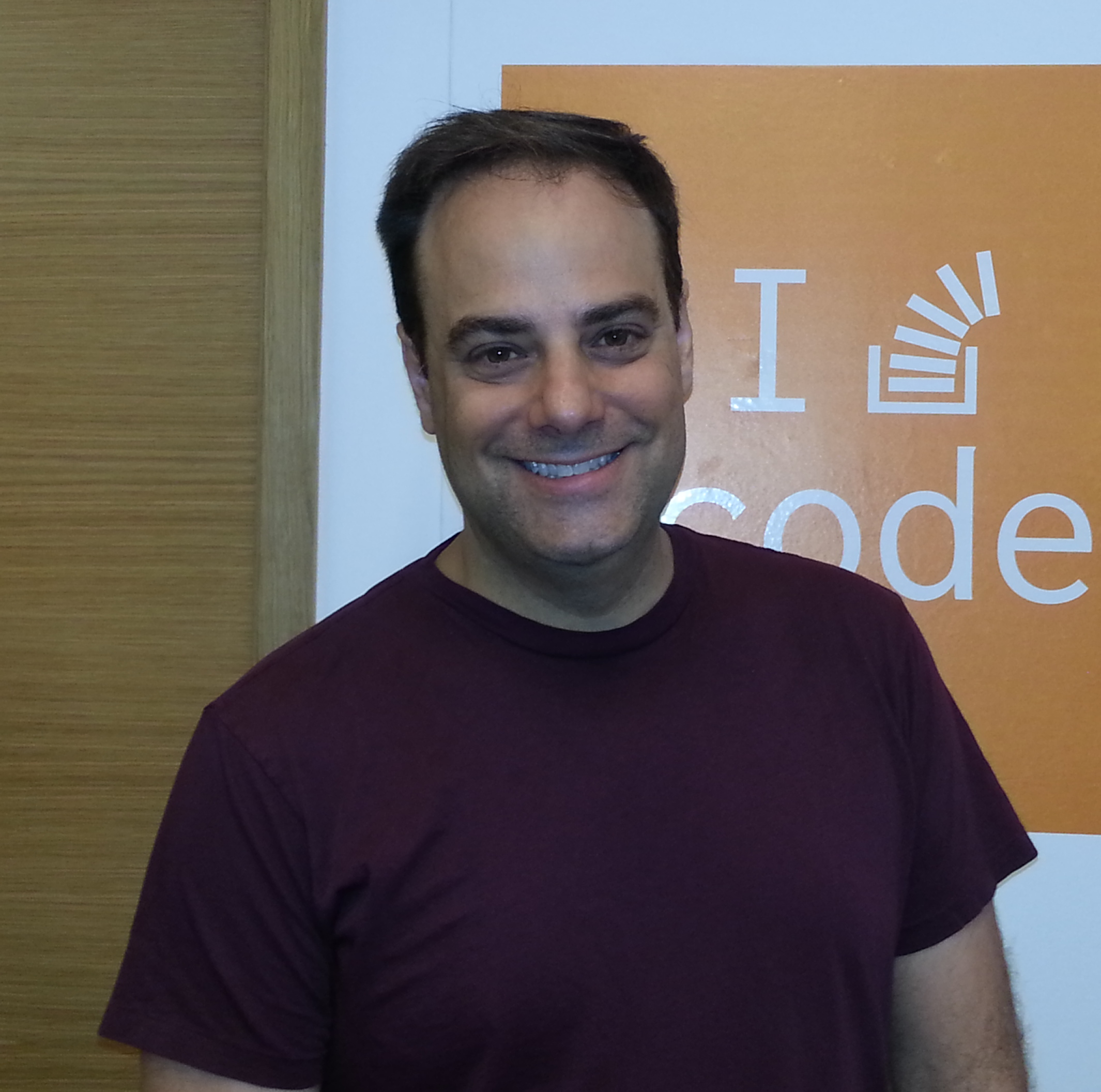
Joel Spolsky en 2014.

Joël Spolsky (né en 1965 à Albuquerque (Nouveau-Mexique) est un programmeur et écrivain américain. Il est l'auteur de Joel on Software, un blog sur le développement logiciel. Il a été le chef de projet de l'équipe Microsoft Excel entre 1991 et 1994. En 2008, il a créé le site Stack Overflow avec Jeff Atwood.

## Biographie
Après avoir vécu quinze ans à Albuquerque, il déménage avec sa famille à Jérusalem où il termine sa scolarité élémentaire et effectue son service militaire en tant qu'agent de police. Il est l'un des fondateurs du kibboutz Hanaton en Haute Galilée. En 1987, il retourne aux États-Unis pour étudier à l'université. Il étudie à l'Université de Pennsylvanie pour un an avant de partir pour l'Université Yale, d'où il sort diplômé en 1991 avec B.A. en science pures avec une mineure en informatique[réf. nécessaire].
Spolsky a été le chef de projet de Microsoft Excel, où il conçoit Excel Basic et dirige la stratégie de Microsoft à propos de Visual Basic for Applications. Il déménage à New York en 1995 où il travaille pour Viacom et Juno Online Services. En 2000, il a fondé la compagnie Fog Creek Software et a créé le blog Joel on Software où il publie son Test de Joël. En 2008, il a créé le site Stack Overflow avec Jeff Atwood.
En 2011, Spolsky fonde Trello, une application en ligne de gestion de projets[réf. souhaitée].

## Publications
- User Interface Design for Programmers, Apress, 2001
- Joel on Software: And on Diverse and Occasionally Related Matters That Will Prove of Interest to Software Developers, Designers, and Managers, and to Those Who, Whether by Good Fortune or Ill Luck, Work with Them in Some Capacity, Apress, 2004
- The Best Software Writing I: Selected and Introduced by Joel Spolsky, Apress, 2005